# Kanton Berck
Kanton Berck is een kanton van het Franse departement Pas-de-Calais. Het kanton maakt deel uit van het arrondissement Montreuil.
Door de herindeling van de kantons in 2014 omvat het kanton Berck vanaf 2015 31 gemeenten in plaats van 10. Delen van de kantons Montreuil (12 gemeenten) en Étaples (9 gemeenten) gingen op in dit kanton.

## Gemeenten
Het kanton Berck omvat de volgende gemeenten:
- Airon-Notre-Dame
- Airon-Saint-Vaast
- Attin
- Beaumerie-Saint-Martin
- Berck (hoofdplaats)
- Bernieulles
- Beutin
- La Calotterie
- Campigneulles-les-Grandes
- Campigneulles-les-Petites
- Colline-Beaumont
- Conchil-le-Temple
- Écuires
- Estrée
- Estréelles
- Groffliers
- Hubersent
- Inxent
- Lépine
- La Madelaine-sous-Montreuil
- Montcavrel
- Montreuil
- Nempont-Saint-Firmin
- Neuville-sous-Montreuil
- Rang-du-Fliers
- Recques-sur-Course
- Sorrus
- Tigny-Noyelle
- Verton
- Waben
- Wailly-Beaucamp

Voor de herindeling waren dit:
- Airon-Notre-Dame
- Airon-Saint-Vaast
- Berck
- Colline-Beaumont
- Conchil-le-Temple
- Groffliers
- Rang-du-Fliers
- Tigny-Noyelle
- Verton
- Waben